# Passion Play
Pour plus de détails, voir Fiche technique et Distribution.
Passion Play est un film américain réalisé par Mitch Glazer. Il fut présenté pour la première fois lors du festival international du film de Toronto en 2010.
Un trompettiste à la retraite tombe amoureux d'une jeune femme possédant des ailes, détenue par un gangster, et tente de la libérer.

## Synopsis
Nate Poolle (Mickey Rourke), un joueur de trompette à la retraite, tourmenté par son passé de toxicomane, est poursuivi par des hommes de main. Nate a quelque temps auparavant eu une aventure avec la femme d'un gangster très influent nommé Happy Shannon (Bill Murray). Un jour, il est capturé et enfermé dans le coffre de la voiture de l'un des malfrats (Chuck Liddell), qui l'amène à l'écart dans le désert pour s'en prendre à lui. Alors que le voyou s’apprête à l'abattre, il est sauvé par le tir d'un Indien d'Amérique. Nate se retrouve alors seul dans le désert, sans vivres, et entame une marche à la recherche de quelqu'un capable de l'aider à rejoindre la ville. Il décide alors d'escalader une montagne, afin de prendre un peu de hauteur, dans l'espoir d’apercevoir une source de vie quelconque. 
Il entrevoit alors un cirque au loin et décide de s'y rendre dans le but de trouver un téléphone. C'est alors qu'il tombe sur le show d'une jeune femme, Lily Luster (Megan Fox), qui a la particularité de posséder des ailes. Il est immédiatement attiré par son charme et décide de lui rendre visite plus tard dans sa roulotte. S'ensuit une conversation qui rapproche les deux personnages, car Nate ne semble pas trouver repoussant le fait qu'elle possède des ailes. Au contraire, il pense que Lily est un ange, mais la jeune femme ne peut s'empêcher d'avoir honte de sa spécificité et aimerait vivre une vie normale. Sam Adamo (Rhys Ifans), le directeur du cirque, arrive alors et invite Nate à se joindre à lui pour boire un verre. Sam pense que Nate tente de lui enlever Lily : les choses s'enveniment et les forains le prennent à partie. Soudain, Lily, à bord d'un pick-up, enfonce littéralement la tente dans laquelle était détenu Nate et ils s'enfuient ensemble vers la ville. 
Ils trouvent refuge dans un motel, et débutent une relation amoureuse. Lily quitte la chambre en cachette et se rend dans une clinique de chirurgie afin de se débarrasser de ses ailes, car elle souhaite mener une vie normale auprès de son nouvel amant. Nate la rejoint à temps pour la convaincre de les garder. 
En parallèle, Nate craint que Happy, le mari de son ancienne amante, le retrouve pour en finir avec lui. Il décide alors de prendre les devants et le rencontre afin de lui proposer un marché : il lui propose d'oublier sa rancœur. En échange, il lui offre Lily, sans en parler à cette dernière. Le lendemain, Happy et ses hommes de main débarquent dans le motel pour emmener Lily, lui annonçant par la même occasion leur accord. Lily se sent trahie par Nate, mais elle promet de suivre Happy sans opposer de résistance s'il laisse la vie sauve à Nate. Par la suite, celui-ci, empli de remords, tente plusieurs fois de l'enlever, mais elle refuse de repartir avec lui car Happy lui offre une vie confortable.
Cependant, au bout de quelque temps, Happy finit par montrer son vrai visage : il l'exhibe à la vue du public, telle une bête, en l'enfermant dans une cage en verre. Nate la libère et ils prennent la fuite mais se retrouvent bloqués sur un toit. Lily déploie alors ses ailes et tous deux s'enfuient en volant.

## Fiche technique
- Titre : Passion Play
- Réalisation : Mitch Glazer
- Scénario : Mitch Glazer
- Musique : Dickon Hinchliffe
- Photographie : Christopher Doyle
- Montage : Billy Weber (en)
- Production : Daniel Dubiecki & Jonah M. Hirsch
- Sociétés de production : Annapurna Productions & Rebbecca Wang Entertainment
- Société de distribution : Image Entertainment
- Pays :  États-Unis
- Langue : Anglais
- Format : Couleur - Dolby - 35 mm - 2.35:1
- Genre : Drame, Fantastique
- Budget estimé : 8000000 $
- Durée : 94 min

## Distribution[1]
- Mickey Rourke (VF : Michel Vigné) : Nate Poole
- Megan Fox (VF : Kelly Marot) : Lily Luster
- Bill Murray (VF : Bernard Métraux) : Michael 'Happy' Shannon
- Kelly Lynch (VF : Emmanuèle Bondeville) : Harriet
- Rhys Ifans (VF : Jean-François Vlérick) : Sam Adamo
- John Cenatiempo (it) (VF : Patrick Borg) : Roland
- Robert Wisdom (VF : Frantz Confiac) : Malcolm
- Rory Cochrane (VF : Tanguy Goasdoué) : Rickey
- Brian Doyle-Murray : Billy Berg
- Bruce McIntosh : Dr. Rosenblum

## Anecdote
- Mickey Rourke et Kelly Lynch se retrouvent 20 ans après avoir partagé l'affiche du film La Maison des otages réalisé par Michael Cimino.